# Czimedijn Goczoosüren
Czimedijn Goczoosüren (mong. Чимэдийн Гочоосүрэн; ur. 13 kwietnia 1953 w somonie Chotont) – mongolski zapaśnik walczący w stylu wolnym. Olimpijczyk z Montrealu 1976. Odpadł w eliminacjach w wadze średniej (82 kg). Srebrny medalista igrzysk azjatyckich w 1978 roku.
- Turniej w Montrealu 1976.

Wygrał z Nowozelandczykiem Davidem Aspinem, a przegrał z Bułgarem Ismaiłem Abiłowem i Japończykiem Masaru Motegim.